# Зигфрид Датчанин
Зигфрид Датчанин (фр. Siegfried le Danois; ранее 928—965 или начало 966) — первый граф Гина с 965 года.

## Биография
Начиная с середины IX века земли будущего графства Гин принадлежали аббатству Сен-Ситью в Сент-Омере и входили в состав Фландрии.
Существуют две версии того, при каких обстоятельствах Зигфрид получил сеньорию Гин.
По одной из них, в первой половине 965 года граф Понтьё Гильом I отвоевал у малолетнего Арнульфа II Фландрского Булоннэ, Гин и Сен-Поль. Опекуны Арнульфа призвали на помощь датчан. Датский отряд под командованием Кнута Гормссона (брата короля Харальда I Синезубого) и его родственника Зигфрида высадился на побережье и разгромил войско графа Понтьё. В благодарность опекуны Арнульфа II от его имени пожаловали Зигфриду сеньорию Гин и выдали за него замуж тётку графа Эльсфруду, которой в то время было около тридцати лет.
В том же году Зигфрид умер. Его сын Ардольф родился после смерти отца.
По второй версии, в 928 году Зигфрид во главе отряда датских викингов захватил часть территории фландрского побережья, где построил замок Гин. Через некоторое время граф Фландрии Арнуль I признал его законным сеньором Гина.
Согласно «Chronica Monasterii Sancti Bertini», Зигфрид и Эльсфруда не были женаты, и их сын Ардольф — незаконнорожденный.